# Slaget ved Gettysburg, første dag
Hovedartikel: Slaget ved Gettysburg
Første dag i slaget ved Gettysburg under den Amerikanske borgerkrig var den 1. juli 1863 og begyndte som en træfning mellem enkeltstående enheder fra Army of Northern Virginia under den konfødererede general Robert E. Lee og Army of the Potomac under Unionens generalmajor George G. Meade. Det eskalerede hurtigt til et stort slag, som kulminerede, da undertallige og besejrede styrker fra Unionen trak sig tilbage det højereliggende områder syd for Gettysburg i Pennsylvania.
Slaget på førstedagen forløb i tre faser i takt med at der ankom tropper til slagmarken. Om morgenen blev to brigader fra den konfødererede generalmajor Henry Heths division i generalløjtnant A.P. Hills 3. Korps holdt tilbage af afsiddet unionskavaleri under brigadegeneral John Buford. Da der ankom forstærkninger under generalmajor John F. Reynolds fra unionens 1. Korps blev de konfødereredes angreb ved landevejen Chambersburg Pike slået tilbage, selv om general Reynolds blev dræbt. Først på eftermiddagen var hele unionens 11. Korps ankommet og unionens stilling havde form som en halvcirkel fra vest til nord for byen. Det konføderere 2. Korps under generalløjtnant Richard S. Ewell begyndte et stort angreb nordfra, hvor generalmajor Robert E. Rodess division angreb fra Oak Hill og generalmajor Jubal A. Earlys division angreb over åbne marker nord for byen. Unionens linjer holdt stort set stand, selv om et frontfremspring ved Barlow's Knoll blev løbet over ende.
Den tredje fase i slaget indtraf, da Rodes fornyede sit angreb nordfra, og Heth vendte tilbage med hele sin division vestfra ledsaget af generalmajor William Dorsey Penders division. Det kom til en voldsom kamp i Herbst's Woods nær det lutheranske teologiske seminarium vest for Gettysburg og ved Oak Ridge, hvilket til sidst fik unionens linje til at bryde sammen. Nogle af unionsstyrkerne gennemførte en kæmpende tilbagetrækning gennem byen med tunge tab og mange tilfangetagne til følge, andre trak sig bare tilbage. De indtog gode forsvarsstillinger på Cemetery Hill og afventede nye angreb. Trods det at Lee havde givet Richard Ewell ordre til at erobre bakken, hvis det var gennemførligt, valgte Ewell at lade være med at angribe. Lige siden har historikere diskuteret hvordan slaget mon ville være endt, hvis han havde ment, at angrebet var gennemførligt.

## Morgenen

### Bufords kavaleri blokerer
Om morgenen den 1. juli afventede unionskavaleriet i brigadegeneral John Bufords division, at konfødereret infanteri skulle ankomme i retning fra Cashtown mod nordvest. Konfødererede styrker under brigadegeneral J. Johnston Pettigrew havde dagen før haft et kort sammenstød med Unionsstyrker, som de regnede med var betydningsløse militsstyrker fra Pennsylvania, ikke kavaleri der afskærmede fremrykningen for Army of the Potomac.
General Buford indså vigtigheden af det højereliggende terræn lige syd for Gettysburg. Han vidste, at hvis de konfødererede fik kontrollen med dette område, ville Meades hær få svært ved at fjerne dem. Han valgte at bruge tre bakkekamme vest for Gettysburg: Herr Ridge, McPherson Ridge og Seminary Ridge (fra vest mod øst i retning af byen). Disse var velegnede til at hans egne styrker kunne forsinke de konfødereredes fremrykning, selv om disse var i overtal, indtil Unionens infanteri kunne nå frem og gå i stilling på bakkerne syd for byen. Tidligt om morgenen beordrede Reynolds, som havde kommandoen over den venstre fløj af Army of the Potomac, sine tropper til at marchere til Bufords stilling, med 11. Korps under generalmajor Oliver O. Howard tæt bagefter.
Den konfødererede generalmajor Henry Heths division, fra generalløjtnant A.P. Hills 3. Korps rykkede frem mod Gettysburg. Heth havde ikke noget kavaleri foran sig, og havde ganske ukonventionelt major William J. Pegrams artilleribatteri forrest. To infanteri brigader fulgte efter, under kommando af brigadegeneralerne James J. Archer og Joseph R. Davis, i kolonner langs landevejen Chambersburg Pike. 5 km vest for byen stødte Heths to brigader omkring kl. 7.30 på let modstand fra kavaleriforposter og formerede linje. De nåede på den måde frem til afsiddet kavaleri fra oberst William Gambles kavaleribrigade. Det første skud i slaget hævdedes at være affyret af løjtnant Marcellus Jones fra 8. regiment af Illinois frivillige kavaleri mod en uidentificeret mand på en grå hest over 800 meter væk, og handlingen var rent symbolsk. Bufords 2.748 kavalerister ville snart komme til at stå overfor 7.600 konfødererede infanterister, der skiftede fra marchkolonner til angrebskæder.
Gambles mænd præsterede beslutsom modstand og forsinkelsestaktik i skjul bag hegnspæle med hurtig skydning fra deres bagladegeværer Det er en senere myte, at de var udstyret med repeterkarabiner. Alligevel kunne de præstere 3-4 gange så mange skud som de konfødereredes forladere. Bagladegeværerne kunne også lades, uden at man behøvede at stå op og lade dem, og det kunne således foregå uden, at man udsatte sig for fjendens ild. Det var en stor fordel i forhold til de konfødererede, som udgjorde lette mål. Denne kamp var indtil videre en forholdsvis ublodig affære. Omkring kl. 10.20 var de konfødererede nået til Herr Ridge og havde presset unionskavaleriet østpå til McPherson Ridge, da fortroppen fra 1. korps ankom i form af general James S. Wadsworths division. Tropperne var under personlig ledelse af general Reynolds, som kort konfererede med Buford og så skyndte sig tilbage for at bringe tropperne frem.

### Davis mod Cutler
Morgenens infanterikamp foregik på begge sider af Chambersburg Pike fortrinsvis ved McPherson Ridge. Mod nord åbnede en ufærdig jernbane tre lave gennemskæringer af bakkerne. Mod syd var de dominerende træk i terrænet vandløbet Willoughby Run og Herbst Woods (der indimellem omtales som McPherson Woods, men tilhørte John Herbst). Brigadegeneral Lysander Cutlers unionsbrigade stod overfor Davis' brigade. To af Cutlers regimenter lå nord for landevejen, to syd for. Til venstre for Cutler stod brigadegeneral Solomon Merediths Iron Brigade overfor Archer.
General Reynolds styrede begge brigader på plads og opstillede kanoner fra kaptajn James A. Halls batteri hvor Calefs tidligere havde stået. Mens generalen red på sin hest langs den østlige udkant af Herbst Woods og råbte "Fremad mænd! Fremad for Guds skyld og driv de fyre ud af skovene", faldt han af sin hest, dræbt på stedet af en kugle, som ramte ham bag øret. Nogle historikere mener, at Reynolds blev ramt af en skarpskytte, men det er mere sandsynligt, at han blev ramt af et tilfældigt riffelskud, der blev affyret mod 2. Wisconsin regimentet. Generalmajor Abner Doubleday overtog kommandoen over 1. Korps.
På højre side af Unionens linje blev tre regimenter fra Cutlers brigade beskudt af Davis' brigade inden de kunne komme i stilling på bakken. Davis' linje overlappede med højre side af Cutlers, hvilket gjorde det umuligt at fastholde Unionens stilling, og Wadsworth beordrede Cutlers regimenter tilbage til Seminary Ridge. Lederen af det 147. regiment fra New York, oberstløjtnant Francis C. Miller, blev skudt inden han kunne videregive ordren om tilbagetrækning til sine tropper, og de forblev i deres stillinger under kraftigt pres indtil en ny ordre nåede frem. På under 30 minutter blev 45% af general Cutlers 1.007 mand dræbt eller såret, og 147. regiment mistede 207 af sine 380 officerer og menige. Nogle af Davis' sejrende mænd vendte sig mod Unionens stillinger syd for jernbaneudgravningen, mens andre fortsatte østpå mod Seminary Ridge. Dette svækkede den konfødererede indsats nord for landevejen.

### Archer mod Meredith
Syd for landevejen regnede Archers mænd med en let kamp mod afsiddede kavalerister og blev forbløffede, da de så de sorte Hardee hatte, som blev båret af mændene overfor dem i skovene, den berømte Iron Brigade, der bestod af regimenter fra de vestlige stater Indiana, Michigan og Wisconsin, og havde ry for at være hårde og seje kæmpere. Da de konfødererede styrker krydsede Willoughby Run og klatrede op ad skråningen ind i Herbst Woods, blev de på deres højre side omsluttet af den længere Unionslinje, dvs. den modsatte situation sammenlignet med nord for landevejen.
Brigadegeneral Archer blev taget til fange under kampen, den første general i Robert E. Lees hær, en sådan skæbne overgik. Archer var formentlig placeret ved 14. Tennessee regimentet, da han blev taget til fange af menig Patrick Moloney fra G kompagniet af 2. Wisconsin, "en modig patriotisk og ivrig ung irer." Archer gjorde modstand, men Moloney overmandede ham. Moloney blev dræbt senere på dagen, men han blev tildelt Medal of Honor for sin dåd. Da Archer blev ført bagud mødte han sin tidligere kollega fra hæren, general Doubleday, som hilste ham med godt humør: "God morgen, Archer! Hvordan har De det? Jeg er glad for at se Dem!" Archer svarede, "Tja, jeg er ikke glad for at se Dem, langtfra!"

### Jernbanegraven
Omkring kl. 11 sendte Doubleday sit reserveregiment, 6. Wisconsin, under kommando af oberstløjtnant Rufus R. Dawes, nordpå i retning af Davis' desorganiserede brigade. Mændene fra Wisconsin stoppede op ved hegnet ved landevejen og skød, hvilket stoppede Davis' angreb på Cutlers mænd og fik mange af dem til at søge ly i jernbanegraven. 6. Wisconsin fik selskab af 95. og 84. regiment fra New York langs landevejen. De tre regimenter angreb jernbanegraven, hvor Davis' mænd havde søgt tilflugt. Det meste af den 180 meter lange gennemskæring (vist på kortet som den midterste af tre) var for dyb til at være en brugbar skydestilling, da den var så dyb som 4,5 m. Situationen blev ikke bedre af, at ingen vidste, hvor deres øverste leder, general Davis var blevet af.
Dawes' mænd blev mødt af en voldsom beskydning, da de angreb mod udgravningen. Regimentets amerikanske fane faldt til jorden mindst tre gange under angrebet. På et vist tidspunkt samlede Dawes fanen op, inden den blev taget fra ham af en korporal fra fanevagten. Da Unionens linje nærmede sig de konfødererede foldedes enderne sammen, så den lignede et omvendt V. Da Unionens mænd nåede jernbaneudskæringen udbrød der kampe mand-mod-mand med bajonetter. De kunne skyde på langs af udgravningen og mange konfødererede overvejede overgivelse. Oberst Dawes tog initiativet ved at råbe: "Hvor er dette regiments oberst?" Major
John Blair fra 2. Mississippi rejste sig og svarede "Hvem er De?" Dawes svarede, "Jeg har kommandoen over dette regiment. Overgiv Dem eller jeg skyder." Dawes beskrev senere hvad der så skete:
| „ | Officeren sagde ikke et ord, men gav mig straks sit sværd, og hans mænd, som stadig holdt dem, lod deres musketter falde. Køligheden, selvkontrollen og disciplinen som holdt vore egne folk tilbage fra at affyre en samlet salve sparede hundrede liv for fjenden, og når min erindring går tilbage til den frygtfyldte ophidselse i dette øjeblik, frydes jeg over det. | “ |
|   | — Oberst Rufus R. Dawes, Service with the Sixth Wisconsin Volunteers (1890, p. 169) |   |

Trods denne overgivelse, der efterlod Dawes stående med syv sværd, fortsatte kampen i flere minutter og adskillige konfødererede undslap tilbage til Herr Ridge. De tre Unionsregimenter mistede mellem 390-440 af de 1.184 indsatte i kampen, men de havde taget brodden ud af Davis' angreb og forhindret ham i at angribe Iron Brigade i ryggen og havde i den grad overvældet den konfødererede brigade, at den ikke for alvor kunne deltage i kampen resten af dagen. De konfødererede tab var på omkring 500 døde og sårede og over 200 tilfangetagne ud af 1.707 soldater i indsat.

## Middagspausen
Klokken 11.30 faldt der en midlertidig stilhed over slagmarken. På den konfødererede side stod Henry Heth i en pinlig situation. Han havde fået ordre fra general Lee om at undgå et større slag, indtil hele den konfødererede hær var samlet i området; men hans udflugt til Gettysburg, angiveligt for at finde sko, der i realiteten var en kraftig rekognosceringsstyrke havde rent faktisk udløst et større slag, og han stod indtil videre på taberens side. Kl. 12.30 ankom hans resterende to brigader under brigadegeneral J. Johnston Pettigrew og oberst John M. Brockenbrough, til området, og det samme var fire brigader fra generalmajor William Dorsey Penders, division, der også tilhørte Hills Korps. Hills sidste division under generalmajor Richard H. Anderson ankom ikke før sidst på dagen.
Der var imidlertid betydelige konfødererede styrker på vej. To divisioner fra 2. Korps, under kommando af generalløjtnant Richard S. Ewell, nærmede sig Gettysburg nordfra, fra byerne Carlisle og York. De fem brigader i generalmajor Robert E. Rodes division marcherede ned af vejen fra Carlisle, men forlod den inden de nåede Gettysburg for at rykke ned ad den skovklædte bakketop på Oak Ridge, hvor de kunne støde til venstre flanke af Hills Korps. De fire brigader under generalmajor Jubal A. Early nærmede sig ad Harrisburg Road. Forposter fra unionens kavaleri nord for byen opdagede begge styrker. Ewells resterende division (generalmajor Edward Johnson) ankom ikke før sidst på dagen.
På Unionens side reorganiserede Doubleday sine linjer i takt med at flere enheder fra 1. Korps nåede frem. Først ankom korpsets artilleri under oberst Charles S. Wainwright, fulgt af to brigader fra Doubledays division, som nu blev ledet af brigadegeneral Thomas A. Rowley. Den placerede Doubleday i hver ende af sin linje. Det 11. korps ankom sydfra inden middag ad vejene fra Taneytown og Emmitsburg. Generalmajor Oliver O. Howard undersøgte terrænet fra taget af Fahnestock Brothers' manufakturhandel inde i byen omkring kl. 11.30da han hørte, at Reynolds var blevet dræbt, og at han nu havde kommandoen over alle unionens styrker på slagmarken. Han huskede at: "Mit hjerte var tungt og situationen var særdeles alvorlig, men jeg tøvede ikke et øjeblik. Med Guds hjælp vil vi forblive her, indtil hæren ankommer. Jeg overtog kommandoen i felten."
Howard sendte straks straks budbringere af sted for at tilkalde forstærkninger fra 3. Korps (generalmajor Daniel E. Sickles) og 12. Korps (generalmajor Henry W. Slocum). Den første af Howards divisioner, der ankom, var den under generalmajor Carl Schurz, og den blev sendt nordpå for at tage opstilling ved Oak Ridge og tage forbindelse med højre fløj af 1. Korps. (Divisionen var under midlertidig kommando af brigadegeneral Alexander Schimmelfennig mens Schurz fungerede som erstatning for Howard som chef for 11. Korps.) Divisionen under brigadegeneral Francis C. Barlow blev opstillet til højre for Schurz for at støtte ham. Den tredje division under brigadegeneral Adolph von Steinwehr, tog opstilling på Cemetery Hill sammen med to artilleribatteriet, for at kunne udnytte bakken som et samlingspunkt, hvis unionens tropper ikke kunne holde deres stillinger. Denne placering på bakken var i overensstemmelse med de ordrer, som Howard tidligere på dagen havde fået fra Reynolds lige inden denne blev dræbt.
Imidlertid nåede Rodes Oak Hill før Schurz, så 11. Korps måtte tage opstilling på den brede slette nord for byen, nedenfor og øst for Oak Hill. De fik forbindelse med 1. Korps' reservedivision under brigadegeneral John C. Robinson, hvis to brigader var blevet sendt frem af Doubleday, da han hørte om Ewells ankomst. Howards defensive linje var ikke specielt stærk mod nord. Han kom snart i undertal idet hans 11. Korps stadig led under effekten af deres nederlag i slaget ved Chancellorsville, og kun havde en effektiv styrke på 8.700 mand), og det terræn hans mænd holdt mod nord var dårligt egnet til forsvar. Han havde et vist håb om, at der ville komme forstærkninger fra Slocums 12. Korps ad Baltimore Pike i tide til at kunne gøre en forskel.

## Eftermiddag
Om eftermiddagen var der kampe såvel mod vest (Hills Korps fornyede deres angreb på 1. Korps) og mod nord (Ewells Korps angreb 1. og 11. Korps) i forhold til Gettysburg. På Oak Hill så Ewell sammen med Rodes, hvorledes Howards tropper udfoldede sig foran ham, og han fortolkede dette som indledningen på et angreb, og dermed tilladelse til at fravige fra Lees ordrer om ikke at igangsætte et større slag.

### Rodes angriber fra Oak Hill
Rodes sendte først tre brigader sydpå mod Unionstropper på højre flanke af 1. Korps og venstre flanke af 11. Korps. Fra øst mod vest var det brigadegeneral George P. Doles, oberst Edward A. O'Neal og brigadegeneral Alfred Iverson. Doles' Georgia brigade vogtede deres flanke og afventede at Earklys division skulle ankomme. Både O'Neal og Iversons angreb klarede sig dårlig mod de 6 veteranregimenter i brigadegeneral Henry Baxters brigade, der bemandede linjen i et svagt omvendt V, der havde retning mod nord på en bakke bag vejen til Mummasburg.
O'Neals mænd blev sendt frem uden koordination med Iverson på deres flanke, og blev kastet tilbage under kraftig beskydning fra tropperne i 1. Korps.
Iverson undlod at udføre selv den mest rudimentære rekognoscering og sendte sine folk frem uden at kende noget til hverken terræn eller fjendens stilling, mens han selv blev tilbage (ligesom O'Neal havde gjort det minutter tidligere). En større del af Baxters mænd var skjult af skov og en stenmur og rejste sig og skød tilintetgørende salver fra under 100 meters afstand, og forårsagede tab på 800 blandt de 1.350 sydstatstropper fra North Carolina. Der fortælles historier om grupper af lig, som lå næsten i formation som på en eksercerplads, med deres støvlehæle på række. (Ligene blev senere begravet på stedet, og området kaldes i dag for "Iverson's Pits", og er kilde til mange lokale historier om overnaturlige fænomener.)
Baxters brigade blev slidt ned og manglede ammunition. Klokken 15 trak han sin brigade tilbage og general Robinson udskiftede den med brigadegeneral Gabriel R. Pauls brigade. Rodes sendte så sine to reservebrigader frem. Først angreb brigaden under Dodson Ramseur, men Pauls brigade holdt stillingen. Paul blev ramt af et projektil, som gik ind ad den ene tinding og ud af den anden, og gjorde ham permanent blind (men han overlevede, og levede i 20 år mere). Inden dagen var gået var yderligere tre ledere i denne brigade blevet såret.
Herefter forsøgte brigadegeneral Junius Daniel at bryde gennem 1. Korps i sydvest langs Chambersburg Pike. De løb ind i stiv modstand fra oberst Roy Stones Pennsylvania "Bucktail Brigade" i det samme område ved jernbanegennemskæringen som under morgenens slag. De kraftige kampe ebbede til sidst ud.

### Heth fornyer sit angreb
General Lee ankom til slagmarken omkring kl. 14.30 mens Rodes' mænd var midt i deres angreb. Da han så, at et stort slag var under udvikling fjernede han sit krav om at undgå større kampe med fjenden og gav Hill lov til at genoptage sine angreb fra om morgenen. Det første angreb kom fra Heths division, med to friske brigader: Pettigrews fra North Carolina og oberst John M. Brockenbroughs fra Virginia.
Pettigrews brigade blev indsat på en linje, som strakte sig sydpå forbi det område, som blev forsvaret af Iron Brigaden. Ved at omslutte flanken på det 19. Indiana regiment kunne Pettigrews brigade, der var den største i hæren, presse Iron Brigade tilbage i en af de mest intense kampe i krigen. Iron Brigade blev drevet ud af skovene, stoppede op for at kæmpe tre gange i åbent terræn mod øst og måtte så falde tilbage mod det Lutherske teologiske Seminarium.
General Meredith blev slået til jorden med et sår i hovedet, og det blev ikke bedre af, at hans hest faldt ned over ham. Til venstre for Iron Brigade lå oberst Chapman Biddles brigade, som forsvarede åbent land på McPherson Ridge, men de blev omgået og led store tab. Til højre blev Stones Bucktails, der havde front mod både nord og vest langs Chambersburg Pike, angrebet af både Brockenbrough og Daniel.
Tabene var høje den eftermiddag. 26. regiment fra North Carolina (det største regiment i hæren med 839 mand) havde voldsomme tab, og endte dagens kamp med omkring 212 mand. Deres chef, oberst Henry K. Burgwyn, blev dødeligt såret af en kugle gennem brystet. Da 3-dages slaget var omme, havde de 152 mand, der stadig kunne stå på benene, hvilket var den højeste tabsprocent for et regiment i samtlige slag i krigen. Et af Unionens regimenter, 24. Michigan, mistede 399 ud af 496. Ni af dets fanebærere blev ramt og dets leder, oberst Henry A. Morrow, blev såret i hovedet og taget til fange. 151. Pennsylvania fra Biddles brigade mistede 337 af 467.
Den højestrangerende, der blev ramt i dette slag var general Heth, som blev ramt af en kugle i hovedet. Han blev tilsyneladende reddet af, at han havde fået en ny hat, som var for stor, og han havde så foret den med papir. Der var to konsekvenser af dette. For det første var Heth bevidstløs i 24 timer, og havde ikke mere med slaget at gøre. Han kunne heller ikke tilskynde Penders division til at rykke frem og understøtte hans vaklende angreb. Pender var underligt passiv i denne fase af slaget. Det ville have være mere typisk, hvis en ung aggressiv general i Lees hær var rykket frem på egen hånd. Hill havde en del af skylden ved også at undlade at sende ham frem, men han hævdede at have været syg. Historien kender ikke Penders motiver, for han blev dødeligt såret den næste dag og efterlod sig ingen rapport.

### Early angriber 11. Korps
Carl Schurz fra 11. Korps stod overfor et vanskeligt forsvarsproblem. Han havde kun 4 brigader til at dække det brede åbne og flade område med marker nord for byen. Han placerede brigadegeneral Alexander Schimmelfennigs division til venstre og Francis C. Barlows division til højre. Fra venstre lå brigaderne således: oberst George von Amsberg, oberst Włodzimierz Krzyżanowski, brigadegeneral Adelbert Ames og Leopold von Gilsa.
For at gøre tingene mere vanskelige rykkede Barlow meget længere mod nord end Schimmelfennig og besatte en 15 meter høj knold over Rock Creek, som blev kaldt Blocher's Knoll (lige siden slaget har den heddet Barlow's Knoll). Det viste sig at være en alvorlig fejl, da det skabte et frontfremspring, som kunne angribes fra flere sider. Barlows begrundelse var at han ønskede at undgå at Doles brigade fra Rodes' division besatte den og brugte den som platform for artilleribeskydning imod ham.
Richard Ewells anden division under Jubal Early kom susende ned ad Harrisburg Road opstillet i en kamplinje der var tre brigader bred, ca. 1½ km, og næsten 800 meter bredere end Unionens forsvarslinje. Early startede med et storstilet artilleribombardement. Derefter blev brigadegeneral John B. Gordons brigade fra Georgia sendt på et frontalangreb mod Barlows Knoll, hvilket holdt forsvarerne beskæftiget, mens brigaderne under brigadegeneral Harry T. Hays og oberst Isaac E. Avery svingede rundt om deres udsatte flanker. På samme tid indledte Doles et angreb, som var synkroniseret med Gordons. Forsvarerne på Barlows Knoll, som var Gordons mål, bestod af 900 mænd fra von Gilsas brigade. I maj havde to af hans regimenter været mål for Stonewall Jacksons indledende angreb i flanken ved Chancellorsville. Mændene fra 54. og 68. New York holdt ud så længe de kunne, men de blev overmandet. Derpå brød 153. Massachusetts sammen. Da Barlow forsøgte at få samling på sine tropper blev han ramt i siden og taget til fange. Barlows anden brigade under Ames kom under angreb fra Doles og Gordon. Begge Unionsbrigader foretog et uordnet tilbagetog mod syd.
På venstre flanke af 11. Korps rettede angrebet sig mod general Schimmelfennigs division. De blev udsat for en krydsild fra Rodes og Earlys batterier, og da de foldede sig ud blev de angrebet af Doles infanteri. Earlys tropper kunne angribe i flanken og rulle divisionen op fra højre, så de faldt tilbage i forvirring mod byen. Et desperat modangreb fra 157. New York fra von Amsbergs brigade blev omringet på tre sider, så det led tab på 307 (75%).
General Howard, som var vidne til katastrofen, sendte et artilleribatteri og en infanteribrigade frem fra von Steinwehrs reserve under oberst Charles Coster. Costers kamplinje lige nord for byen i en teglgård blev overvældet af Hays og Avery, men han skabte værdifuld dækning for de retirerende soldater, omend for en høj pris. Af Costers 800 mand blev 313 tager til fange, og det samme var to af de fire kanoner i batteriet.
Sammenbruddet af 11. Korps var fuldstændigt kl. 16, efter mindre end en times kamp. De havde tab på 3.200, hvor 1.400 var fanger, omkring halvdelen af den styrke, der var sendt frem fra Cemetery Hill. Tabene i Gordons og Doles' brigader var under 750.

### Rodes og Pender bryder igennem
Rodes' angreb kl. 14 var gået i stå, men han sendte sin reservebrigade under Ramseur mod Pauls brigade i frontfremspringet på Mummasburg Road, sammen med Doles' Brigade mod venstre flanke af 11. Korps. Daniels Brigade genoptog sit angreb, nu længere mod øst mod Baxter på Oak Ridge. Denne gang havde Rodes mere succes, mest fordi Early koordinerede det med et angreb på hans flanke.
Mod vest var Unionens tropper faldet tilbage til Seminary hill og havde i hast bygget brystværn der løb godt 500 meter i retning nord-syd foran den vestlige kant af Schmucker Hall, forstærket med 20 kanoner fra Wainwrights bataljon. Dorsey Penders division fra Hills Korps gik gennem linjerne på Heths udmattede mænd omkring kl. 16 for at nedkæmpe de overlevende fra 1. Korps. Brigaden under brigadegeneral Alfred M. Scales angreb først, på den nordlige flanke. Hans fem regimenter med 1.400 soldater fra North Carolina blev så godt om udryddet af en af de mest voldsomme artilleribeskydninger i krigen. Tyve kanoner placeret med 5 meters mellemrum afskød eksplosive granater, kardæsker og dobbeltladninger af kardæster mod den fremstormende brigade, og den kom ud af kampen med blot 500 mand og 1 løjtnant uskadte. Scales skrev senere, at "kun en gruppe her og der markerede stedet hvor regimenterne havde holdt rast."
Angrebet fortsatte i den sydlige del af det midterste område, hvor oberst Abner M. Perrin beordrede sin brigade fra South Carolina (fire regimenter med 1.500 mand) til at rykke hurtigt frem uden at tage sig tid til at skyde. Perrin førte sine mænd på hesteryg, men helt mirakuløst blev han ikke ramt. Han førte sin styrke til et svagt punkt i brystværnet på Unionens venstre side, et hul på 50 meter mellem Biddles venstre regiment, 121. Pennsylvania, og Gambles kavaleri, som forsøgte at beskytte flanken. De brød igennem, omfattede unionens linje og rulle den op mod nord mens Scales mænd fastholdt højre flanke. Kl. 16.30 kunne unionens stilling ikke længere holdes, og mændene kunne se 11. Korps trække sig tilbage fra slaget mod nord forfulgt af masser af konfødererede. Doubleday beordrede en tilbagetrækning østpå til Cemetery Hill.
På den sydlige flanke havde James H. Lanes brigade fra North Carolina ikke bidraget meget til kampen. Han blev holdt beskæftiget af et sammenstød med Unionskavaleri på Hagerstown Road. Briadegeneral Edward L. Thomas' brigade fra Georgia lå i reserve langt bagude, og blev ikke tilkaldt af Pender eller Hill for at hjælpe eller udnytte gennembruddet.

### Unionens retræte
Rækkefølgen af enhedernes tilbagetrækning er fortsat uklar. Hvert af de to korps kastede skylden på det andet. Der er bevaret tre hovedudgaver af hvad der hændte. Den første, og fremherskende, går ud på at fiaskoen på Barlow's Knoll udløste et kollaps, som forløb mod uret langs hele linjen. Den anden version er at både linjen ved Barlow's Knoll og ved seminariet gav efter på nogenlunde samme tidspunkt. Den tredje er, at Robinsons division i centrum gav efter, og at dette spredte sig til højre og venstre. General Howard fortalte general Meade at hans korps kun blev tvunget til at trække sig tilbage fordi 1. Korps kollapsede på hans flanke, hvilket kan have mindsket hans forlegenhed, men ikke blev vel modtaget af Doubleday og hans mænd. Doubledays karriere blev i praksis ødelagt af Howards beretning.
Unionstropperne trak sig tilbage i forskellige grader af orden. Brigaderne på Seminary Ridge sagdes at have trukket sig tilbage velovervejet og langsomt med tingene under kontrol, om end oberst Wainwrights artilleri ikke blev oplyst om ordren til tilbagetrækning, og stod alene tilbage. Da Wainwright opdagede situationen, beordrede han sine kanonbesætninger til at trække sig tilbage i gang, da han ikke ønskede at sprede panik blandt infanteriet og så de tog flugten. Da presset efterhånden blev større beordrede Wainwright sine 17 resterende kanoner til at galopere ned ad Chambersburg Street, tre ved siden af hinanden. A.P. Hill fik ikke indsat nogle af sine reserver i forfølgelsen af forsvarerne fra Seminary Ridge, en stor mulighed gik derved tabt.
I nærheden af jernbaneudgravningen fornyede Daniels brigade deres angreb, og næsten 500 unionssoldater overgav sig. Pauls brigade, som var under angreb fra Ramseur blev alvorligt isoleret og general Robinson beordrede den til at trække sig tilbage. Han beordrede 16. Maine regimentet til at holde sin stilling "for enhver pris" som bagtrop mod fjendens forfølgelse. Regimentet, under oberst Charles Tilden vendte tilbage til stenmuren på Mummasburg Road, og deres kraftige ildafgivelse gav tilstrækkelig tid til at resten af brigaden kunne undslippe, hvilket den gjorde, i betydelig mere uorden end dem fra Seminary Ridge. 16. Maine startede dagen med 298 mand, men ved slutningen af denne forhaling var der kun 35 overlevende. 
For 11. Korps var det en trist gentagelse af deres retræte ved Chancellorsville i maj. Under kraftig forfølgelse fra Hays og Avery, blokerede de gaderne i byen. Ingen i korpset havde planlagt ruter for en sådan eventualitet. Mand-til-mand kampe brød ud forskellige steder. Dele af korpset gennemførte en kæmpende retræte, såsom Coster i teglgården. De civile i byen gik i panik under forvirringen og artillerigranater, der eksploderede over hovederne og flygtende civile bidrog til spærre gaderne. Nogle soldater søgte at undgå tilfangetagelse ved at gemme sig i kældre og indhegnede baggårde. General Alexander Schimmelfennig var en af dem som klatrede over et hegn og gemte sig bag en træstak i køkkenhaven ved Gerlach familien under resten af tredages slaget. Den eneste fordel soldaterne fra 11. korps havde, var at de kendte vejen til Cemetery Hill, da de var kommet ad den vej om morgenen. Mange i 1. Korps, også højere officerer, vidste ikke hvor Cemetery Hill lå.
Da unionstropperne kom op på Cemetery Hill stødte de på den beslutsomme generalmajor Winfield Scott Hancock. Ved middagstid var general Meade 14 km syd for Gettysburg i Taneytown, Maryland, da han hørte at Reynolds var blevet dræbt. Han sendte straks Hancock, chefen for 2. Korps og hans mest betroede underordnede af sted med ordre om at tage kommandoen over slagmarken og afgøre om Gettysburg var et passende sted for et stort slag. (Meades oprindelige plan havde været at opstille en defensiv linje ved Pipe Creek, nogle få kilometer længere mod syd i Maryland. Men det alvorlige slag, der var i gang gjorde dette vanskeligt at gennemføre.)
Da Hancock ankom til Cemetery Hill mødtes han med Howard og de havde en kort uenighed om Meades ordre om hvem der havde kommandoen. Som rangældste officer gav Howard kun knurrende efter for Hancocks ledelse. Selv om Hancock ankom efter kl. 16 havde han næsten ingen indflydelse på forløbet af dagens slag, men han inspirerede de unionstropper, der ankom til Cemetery Hill og placerede dem i forsvarsstillinger med sin "bydende og trodsige" (og profane) person. Med hensyn til valget af Gettysburg som slagmark sagde Hancock til Howard: "Jeg tror, at dette er den stærkeste naturlige forsvarsstilling jeg nogensinde har set". Da Howard erklærede sig enig, konkluderede Hancock: "Meget vel, sir. Jeg vælger dette som slagmark". Brigadegeneral Gouverneur K. Warren, overingeniør i Army of the Potomac, inspicerede området og erklærede sig enig med Hancock.

## Aften
General Lee forstod også det potentiale området syd for byen havde for unionshæren, hvis de valgte at sætte sig fast på Cemetery Hill. Han sendte ordrer til Ewell om at "tage bakken, som fjenden holder besat, hvis han anså det for gennemførligt, men undgå et større slag, indtil de andre divisioner i hæren var nået frem". I lyset af dette spillerum, og at ordren muligvis indeholdt en modstrid, valgte Ewell ikke at forsøge et angreb. En af årsagerne var at hans mænd her sidst på eftermiddagen var trætte af kampen, selv om "Allegheny" Johnsons division i Ewells Korps netop ankom til slagmarken. En anden årsag var vanskelighederne ved at angribe bakken gennem de smalle gader i byen, der lå umiddelbart nord for bakken. Ewell overvejede at angribe Culp's Hill, hvilket ville have gjort unionens stilling på Cemetery Hill umulig at holde, men han opgav ideen, da det blev oplyst at unionstropper, formentlig Slocums 12. Korps, nærmede sig ad landevejen fra York og at en mindre gruppe af dem befandt sig på bakken.
Lees ordre er blevet kritiseret fordi den efterlod for meget spillerum til Ewell. Adskillige historikere og fortalere for Lost Cause bevægelsen (især Jubal Early) har spekuleret på hvordan den mere aggressive Stonewall Jackson ville have reageret på ordren, hvis han endnu havde levet og havde haft kommandoen over denne fløj i Lees hær, og hvor meget anderledes 2. dagen af slaget ville have forløbet med konfødereret artilleri på Cemetery Hill, der kunne beskyde Cemetery Ridge i sin fulde længde og unionens kommunikationslinjer på Baltimore Pike. Historikeren Stephen Sears har foreslået at general Meade ville have fulgt sin oprindelige plan om en defensiv linje ved Pipe Creek og trukket hæren tilbage hertil, omend denne bevægelse ville have været en farlig operation under pres fra Lee.
De fleste resterende enheder i begge hære ankom om aftenen eller tidligt næste morgen. Johnsons division sluttede sig til Ewell og generalmajor Richard H. Andersons sluttede sig til Hill. To af de tre divisioner i 1. Korps, under ledelse af generalløjtnant James Longstreet, ankom om morgenen. Tre kavaleribrigader under generalmajor J.E.B. Stuart var stadig ude i området på et langtrækkende raid mod nordøst. General Lee savnede stærkt hærens ører og øjne. Stuarts fravær havde bidraget til den tilfældige start på slaget om morgenen, og efterlod Lee i tvivl om fjendens dispositioner indtil langt op af slagets 2. dag.
På unionens side ankom Meade efter midnat. 2. Korps og 3. Korps tog opstilling på Cemetery Ridge, og 12. Korps og 5. Korps var i nærheden mod øst. Kun 6. Korps var langt fra slagmarken, og marcherede hurtigt for at slutte sig til resten af Army of the Potomac.
Den første dag ved Gettysburg var af større betydning end blot at være en optakt til de blodige slag den 2. og 3. dag. Det rangerer som det 23. største slag i krigen, målt på antallet af tropper i kamp. Omkring en fjerdedel af Meades hær (22.000 mand) og en tredjedel af Lees hær(27.000) var i kamp. Unionens tab var næsten 9.000, mens de konfødererede var lidt over 6.000.